# Przedindoeuropejski substrat językowy

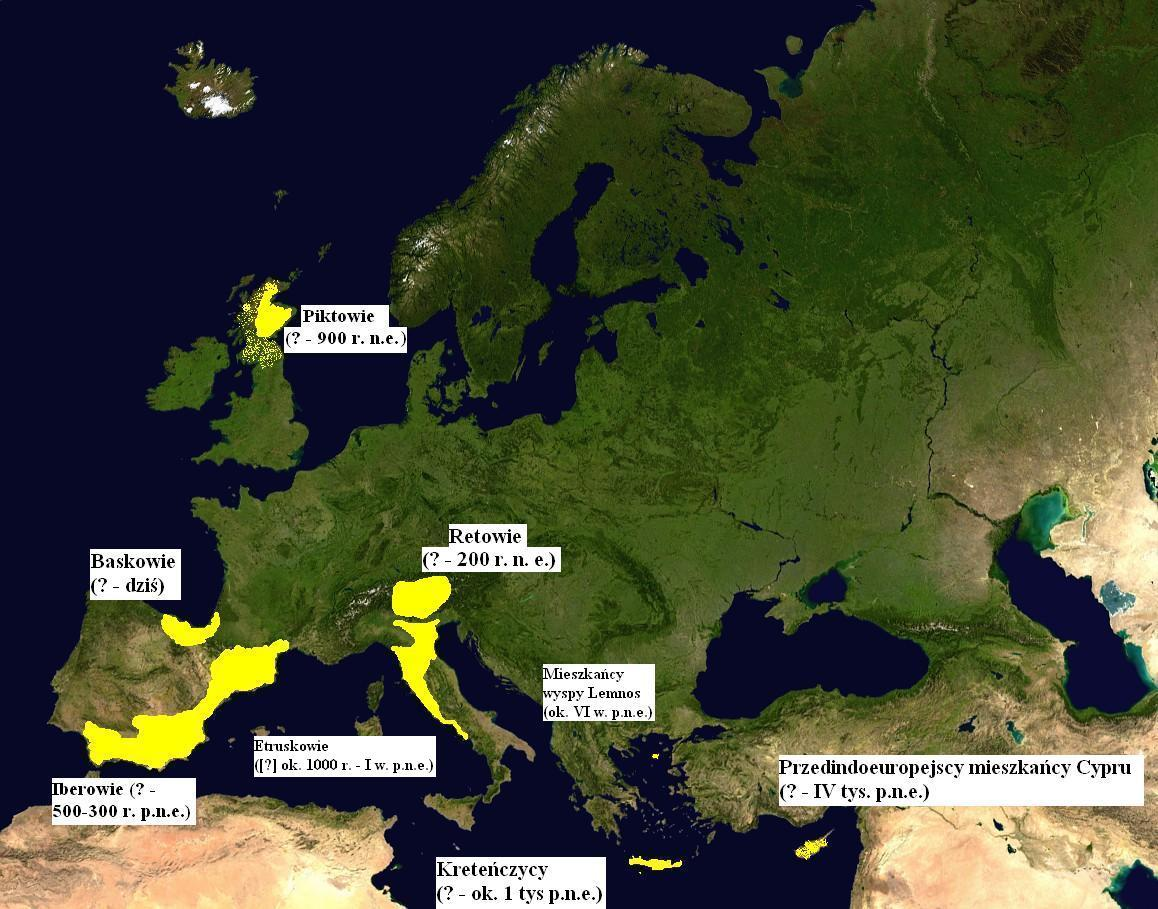
Mapa niektórych przedindoeuropejskich języków Europy

Przedindoeuropejski substrat językowy – grupa języków używanych w Europie, Azji Przedniej i Indiach przed przybyciem na te tereny ludów mówiących językami indoeuropejskimi – najstarsza znana warstwa językowa tych terenów. Na określenie substratu przedindoeuropejskiego używano dawniej nazwy „języki azjanickie”, współcześnie języki tej grupy dzieli się na mniejsze ligi bądź rodziny językowe.
Z przedindoeuropejskiego substratu językowego najprawdopodobniej wywodzi się używany do dziś w Hiszpanii izolowany język baskijski. Grupę tę stanowią jednak w większości wymarłe i słabo poświadczone języki, takie jak m.in. język pelazgijski, język iberyjski, język etruski, język liguryjski wraz z innymi nieindoeuropejskimi językami Italii oraz język minojski z Krety okresu przedmykeńskiego (zob. pismo linearne A, kultura minojska). Niektórzy badacze zaliczają tu także język piktyjski oraz używany w Elamie od ok. XXVI w. do VII w. p.n.e. i starożytnej Persji w okresie od VI do IV w. p.n.e. (do podbojów Aleksandra Wielkiego), język elamicki.
Często zakłada się, że języki substratu przedindoeuropejskiego stanowią luźną grupę niespokrewnionych ze sobą języków i wywodzą się najprawdopodobniej z drobnych prajęzyków, używanych w okresie paleolitu (uważa się, że z jednego z takich prajęzyków wyrosły języki nostratyczne). Niektóre języki zaliczane tradycyjnie do azjanickich są spokrewnione z językami Kaukazu, np. język Hurytów był najprawdopodobniej pokrewny czeczeńskiemu, a język hatycki językom północno-zachodniokaukaskim. Inne, takie jak elamicki, można łączyć z rodziną drawidyjską. Niektórzy badacze uznają języki substratu przedindoeuropejskiego za ligę językową, wskazując na pewne typologiczne podobieństwa między nimi, świadczące o ich wzajemnym oddziaływaniu w zamierzchłej przeszłości.
Inna teoria proponuje, że substrat przedindoeuropejski w Europie wywodzi się z języków waskońskich oraz „atlantyckich języków semickich”.

## Wpływ na języki indoeuropejskie
Wpływem substratu przedindoeuropejskiego na języki indoeuropejskie tłumaczy się na przykład hydronimy staroeuropejskie oraz pozostałości dwudziestkowego systemu liczenia spotykane w językach romańskich, celtyckich oraz germańskich.

### Archeologia i kultura
- Anthony, David with Jennifer Y. Chi (eds., 2009). The Lost World of Old Europe: The Danube Valley, 5000-3500 BC.
- Bogucki, Peter I. and Pam J. Crabtree (eds. 2004). Ancient Europe 8000 BC--1000 AD: An Encyclopedia of the Barbarian World. New York: Charles Scribner’s Sons.
- Gimbutas, Marija (1973). Old Europe c. 7000-3500 B.C.: the earliest European civilization before the infiltration of the Indo-European peoples. The Journal of Indo-European Studies 1/1-2. 1-20.
- Tilley, Christopher (1996). An Ethnography of the Neolithic. Early Prehistoric Societies in Southern Scandinavia. Cambridge University Press.

### Rekonstrukcje językowe
- Bammesberger, Alfred and Theo Vennemann (eds., 2003). Languages in Prehistoric Europe. Heidelberg: Carl Winter.
- Blench, Roger and Matthew Spriggs (eds. 1). Archaeology and Language. Vol. I. Theoretical and Methodological Orientations.
- Dolukhanov, Pavel M. (2003) Archaeology and Languages in Prehistoric Northern Eurasia // Japan Review, 15:175-186. http://shinku.nichibun.ac.jp/jpub/pdf/jr/IJ1507.pdf
- Gimbutas, Marija (1989). The Language of the Goddess
- Greppin, John and T.L.Markey (eds., 1990). When Worlds Collide: The Indo-Europeans and the Pre-Indo-Europeans, Ann Arbor.
- Lehmann, Winfred P. Pre-Indo-European. Washington, DC: Institute for the Study of Man. 2002. ISBN 0-941694-82-8.
- Lieberman, Mark. The Linguistic Diversiry of Aboriginal Europe // Language Log. January 6, 2009. http://languagelog.ldc.upenn.edu/nll/?p=980
- Mailhammer, Robert (2010). Diversity vs. Uniformity. Europe before the Arrival of Indo-European Languages. http://www.lrz.de/~mailhammer/htdocs/pdf/SWE_paper-MTP_draft.pdf // to appear in: Mailhammer, Robert and Theo Vennemann. Linguistic Roots of Europe. Copenhagen: Museum Tusculanum Press.
- Pre-Indo-European // Encyclopedia of the Languages of Europe. Edited by: Glanville Price. 2000. eISBN 9780631220398.
- Vennemann, Theo. Languages in Prehistoric Europe north of the Alps. http://www.scribd.com/doc/8670/Languages-in-prehistoric-Europe-north-of-the-Alps
- Vennemann, Theo (2008). Linguistic reconstruction in the context of European prehistory. Transactions of the Philological Society. Volume 92, Issue 2, pages 215–284, November 1994
- Woodard, Roger D. (ed., 2008) Ancient Languages of Asia Minor. Cambridge University Press.
- Woodard, Roger D. (2008) Ancient Languages of Europe. Cambridge University Press.